# 김태동 (1918년)
김태동(金泰東, 일본식 이름: 金子泰東 가네코 다이토, 1918년 3월 8일~1982년 2월 8일)은 일제강점기와 대한민국의 관료이다. 대한민국 제13대 보건복지부 장관이다.

## 학력
- 1940년 : 메이지 대학 법학 학사

### 명예 박사 학위
- 1979년 : 중앙대학교 경제학 명예박사

## 경력
- 1939년 : 고등문관시험 행정과 합격
- 일제강점기 : 전라북도 무주군·고창군 군수
- 일제강점기 : 조선총독부 전매국 총무과 사무관
- 1950년 : 주 일대표부 정무국장
- 1950년 : 한일회담 사무국장
- 1956년 : 부흥부 조정국장
- 1962년 : 국방부 차관보
- 1964년 : 제15대 교통부 차관
- 1966년 : 제4대 경제기획원 차관
- 1968년 : 제21대 체신부 장관
- 1969년 : 제13대 보건사회부 장관
- 1971년 : 가족계획연구원 이사장
- 1971년 : 한국알루미늄 사장
- 1973년 : 한미경제협의회 이사장
- 1973년 : 일간내외경제신문 사장
- 1974년 : 전국경제인연합회 이사
- 1976년 : 국제사회개발기구 한국지부장
- 1978년 : 한국신문협회 이사
- 1980년 : 코리아헤럴드 사장

## 참고 자료
- 김태동(金泰東) -  한국행정연구원
- “역대 정부부처 장차관 - 보건복지부”. 동아일보. 2007년 4월 16일에 원본 문서에서 보존된 문서. 2008년 3월 26일에 확인함.
- “‘친일인명사전’ 주요인물과 행적”. 한겨레 (연합뉴스 인용). 2005년 8월 29일. 2016년 3월 5일에 원본 문서에서 보존된 문서. 2008년 3월 25일에 확인함.

| 전임 이창석 | 제15대 교통부 차관 1964년 7월 15일 ~ 1966년 9월 28일 | 후임 이용 |

| 전임 김학렬 | 제4대 경제기획원 차관 1966년 9월 27일 ~ 1968년 5월 22일 | 후임 장예준 |

| 전임 황종률 | 제21대 체신부 장관 1968년 5월 21일 ~ 1969년 10월 20일 | 후임 김보현 |

| 전임 정희섭 | 제13대 보건사회부 장관 1969년 10월 21일 ~ 1971년 6월 4일 | 후임 이경호 |